# Original Rags
Original Rags è un brano musicale del compositore Scott Joplin, composto nel 1897 ma pubblicato solo due anni dopo. È considerato il suo primo brano ragtime.

## Storia
Il copyright del brano è stato rilasciato il 15 marzo 1899, ed è stato pubblicato per la prima volta da Carl Hoffman di Kansas City, Missouri. La copertina originale mostrava un anziano uomo dalla pelle scura che raccoglieva stracci davanti a una cabina sgangherata, ed è stata interpretata come un doppio gioco di parole, in primo luogo sulle attività di un raccoglitore di stracci (o spazzatura), e in secondo luogo su un termine "gergale" per ragtime, picking the piano. Lo straccio ha ricevuto i seguenti crediti:
Scelto da Scott Joplin
Organizzato da Chas. N. Daniels.
Non è noto se Charles N. Daniels abbia effettivamente arrangiato il pezzo, o semplicemente trascritto. Il biografo Joplin Rudi Blesh ha ritenuto più probabile che il merito a Daniels fosse il modo di riconoscere il suo aiuto nel consigliare il pezzo per la pubblicazione; Blesh ha scritto che la musica era in stile "inconfondibilmente Joplin".